# 건홍
건홍(建弘)은 중국 서진(西秦) 문소왕(文昭王)의 두 번째 연호이다. 420년에서 428년 5월까지 8년 5개월 동안 사용하였다.
같은 시기에 사용된 다른 연호로는 동진(東晉)에서 사용한 원희(元熙 : 419년 ~ 420년), 북량(北凉)에서 사용한 현시(玄始 : 412년 ~ 428년), 서량(西凉)에서 사용한 가흥(嘉興 : 417년 ~ 420년), 영건(永建 : 420년 ~ 421년), 하(夏)에서 사용한 진흥(眞興 : 419년 ~ 425년), 승광(承光 : 425년 ~ 428년), 승광(勝光 : 428년 ~ 431년), 북연(北燕)에서 사용한 태평(太平 : 409년 ~ 430년), 송(宋)에서 사용한 영초(永初 : 420년 ~ 422년), 경평(景平 : 423년 ~ 424년), 원가(元嘉 : 424년 ~ 453년), 북위(北魏)에서 사용한 태상(泰常 : 416년 ~ 423년), 시광(始光 : 424년 ~ 428년), 신가(神麚 : 428년 ~ 431년)가 있다.

## 연대대조표
| 건홍                | 원년                           | 2년        | 3년        | 4년             | 5년                 | 6년                 | 7년        | 8년        | 9년                 |
| 서력                | 420년                          | 421년      | 422년      | 423년           | 424년               | 425년               | 426년      | 427년      | 428년               |
| 육십간지 (六十干支) | 경신(庚申)                     | 신유(辛酉) | 임술(壬戌) | 계해(癸亥)      | 갑자(甲子)          | 을축(乙丑)          | 병인(丙寅) | 정묘(丁卯) | 무진(戊辰)          |
| 동진 (東晉)         | 원희(元熙) 2년                 | -          | -          | -               | -                   | -                   | -          | -          | -                   |
| 북량 (北凉)         | 현시(玄始) 9년                 | 10년       | 11년       | 12년            | 13년                | 14년                | 15년       | 16년       | 17년                |
| 서량 (西凉)         | 가흥(嘉興) 4년 영건(永建) 원년 | 2년        | -          | -               | -                   | -                   | -          | -          | -                   |
| 하 (夏)             | 진흥(眞興) 2년                 | 3년        | 4년        | 5년             | 6년                 | 7년 승광(承光) 원년 | 2년        | 3년        | 4년 승광(勝光) 원년 |
| 북연 (北燕)         | 태평(太平) 12년                | 13년       | 14년       | 15년            | 16년                | 17년                | 18년       | 19년       | 20년                |
| 송 (宋)             | 영초(永初) 원년                | 2년        | 3년        | 경평(景平) 원년 | 2년 원가(元嘉) 원년 | 2년                 | 3년        | 4년        | 5년                 |
| 북위 (北魏)         | 태상(泰常) 5년                 | 6년        | 7년        | 8년             | 시광(始光) 원년     | 2년                 | 3년        | 4년        | 5년 신가(神麚) 원년 |

## 같이 보기
- 중국의 연호

| 이전 연호 영강(永康) | 중국의 연호 서진(西秦) | 다음 연호 영홍(永弘) |